# Бінєєва Алла Махмудівна
Алла Махмудовна Бінєєва — українська акторка.

## Життєпис
Народилася 23 грудня 1982 року.
2006 року закінчила Київський національний університет театру, кіно та телебачення ім. Карпенка-Карого, акторське відділення (майстерня Юрія Мажуги).
У 2006-2011 роках — акторка муніципального театру «Київ».
Актриса театрів «Сузір'я» та «Браво».
У 2000 році здобула диплом «За кращу жіночу роль» (IV театральний фестиваль «Маска», Кривий Ріг).
3 2011 р. – викладає сценічну мову в КНУКіТ. 
Має понад 20 ролей у театрі та 30 проєктів в кіно. 

## Театральні роботи
- О.Чехов 'Ювілей' - Мерчуткіна
- К.Гольдоні 'Феодал' - Беатріче
- Л.Толстой 'Влада пітьми' - Мотрона
- Н.Гоголь «Тарас Бульба» - татарка
- М.Рязанов «Ілюзія обману» – Людмила
- Ж.Ануй 'Антигона' - няня
- О.Єрнєва «Вечір з гарненькою та самотньою» - жінка
- Є.Ісаєва «Абрикосовий рай» - Міла
- Т.Вільямс «Скляний звіринець» – Аманда

## Фільмографія
- Щедрик (2021), фільм[5][6]
- Час хризантем (2017), фільм
- Що робить твоя дружина? (2017), серіал
- Такі красиві люди (2013), фільм
- Солов'ї, солов'ї (2013), фільм